# UEFA 유로 1996 예선 플레이오프
UEFA 유로 1996 예선 플레이오프는 1995년 12월 13일에 잉글랜드 리버풀에서 단판 승부 형식으로 열렸다. 승자는 UEFA 유로 1996 본선에 진출하게 된다.

## 각 조 2위 팀간 순위
각 조 2위 팀 간의 순위를 비교하여 순위가 높은 6개 팀은 본선에 직행하며, 나머지 2개 팀은 플레이오프를 통해 본선 진출을 결정한다. 공정성을 위해 각 조 5위 팀, 6위 팀과의 전적은 제외한다.
| 조 | 팀         | 승점 | 경기 | 승 | 무 | 패 | 득 | 실 | 차 | 결과       | 결과 비교를 위해 전적에서 제외되는 조 5위 팀과 6위 팀 |
| -- | ---------- | ---- | ---- | -- | -- | -- | -- | -- | -- | ---------- | ----------------------------------------------------- |
| 4  | 이탈리아   | 13   | 6    | 4  | 1  | 1  | 12 | 4  | +8 | 본선 직행  | 슬로베니아 (5위), 에스토니아 (6위)                    |
| 7  | 불가리아   | 12   | 6    | 4  | 0  | 2  | 14 | 8  | +6 | 본선 직행  | 웨일스 (5위), 알바니아 (6위)                          |
| 3  | 튀르키예   | 11   | 6    | 3  | 2  | 1  | 11 | 8  | +3 | 본선 직행  | 아이슬란드 (5위)                                      |
| 8  | 스코틀랜드 | 11   | 6    | 3  | 2  | 1  | 5  | 2  | +3 | 본선 직행  | 페로 제도 (5위), 산마리노 (6위)                       |
| 2  | 덴마크     | 11   | 6    | 3  | 2  | 1  | 9  | 7  | +2 | 본선 직행  | 키프로스 (5위), 아르메니아 (6위)                      |
| 1  | 프랑스     | 10   | 6    | 2  | 4  | 0  | 8  | 2  | +6 | 본선 직행  | 이스라엘 (5위), 아제르바이잔 (6위)                    |
| 5  | 네덜란드   | 8    | 6    | 2  | 2  | 2  | 6  | 5  | +1 | 플레이오프 | 룩셈부르크 (5위), 몰타 (6위)                          |
| 6  | 아일랜드   | 7    | 6    | 2  | 1  | 3  | 8  | 10 | -2 | 플레이오프 | 라트비아 (5위), 리히텐슈타인 (6위)                    |

- 이탈리아, 불가리아, 튀르키예, 스코틀랜드, 덴마크, 프랑스가 본선에 직행했다. 네덜란드와 아일랜드는 플레이오프로 진출했다.

## 경기 결과
| 아일랜드 | 0 – 2 | 네덜란드              |
| -------- | ----- | --------------------- |
|          |       | 클라위버르트 30′, 89′ |

네덜란드가 2-0 승리로 본선 진출.